# Kanton Rhôny-Vidourle
Kanton Rhôny-Vidourle (francouzsky Canton de Rhôny-Vidourle) je francouzský kanton v departementu Gard v regionu Languedoc-Roussillon. Tvoří ho osm obcí.

## Obce kantonu
- Aimargues
- Codognan
- Gallargues-le-Montueux
- Le Cailar
- Mus
- Uchaud
- Vergèze
- Vestric-et-Candiac